# David Roentgen
David Roentgen, född 1743 i Herrnhaag, död 12 februari 1807, var en tysk möbelsnickare. 
David Roentgen var son till möbelsnickaren Abraham Roentgen. Han övertog sin faders möbleverkstad 1772 och utvecklade den till en omfattande rörelse. Han blev Tysklands ledande möbelkonstnär under senrokoko och tidig nyklassicism och levererade till de europeiska furstehusen. Hans möbler var luxuösa, tunga och kraftiga. Ofta med intarsia, lönnfack och sinnrika mekaniska anordningar som till exempel svängbara lådhurtsar.

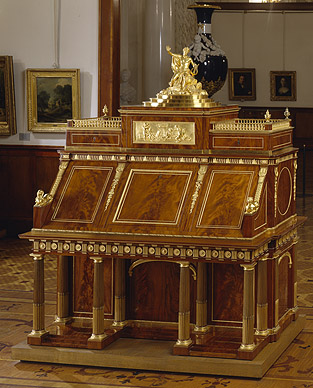
Byrå av mahogny med en figurin av Apollon.